# Kgothatso Montjane
Kgothatso Montjane (Polokwane (Pietersburg), 3 juni 1986) is een rolstoeltennisspeelster uit Zuid-Afrika. Montjane begon met tennis toen zij 19 jaar oud was. Zij speelt linkshandig. Vroeger serveerde zij met de rechterhand, om de rally vervolgens linkshandig uit te spelen. Driemaal (in 2005, 2011 en 2015) werd zij South Africa's sportswoman of the year with a disability (gehandicapte sportvrouw van het jaar). In juli 2018 werd zij de eerste zwarte Zuid-Afrikaanse vrouw – met of zonder rolstoel – die deelnam aan Wimbledon.

## Medische voorgeschiedenis
Montjane werd geboren met het amnionstreng syndroom (en), waardoor enkele vingers en haar benen zich onvoldoende ontwikkelden. Toen zij twaalf jaar was, werd haar linkeronderbeen geamputeerd, wegens complicaties. Ondanks haar handicap nam zij ook al in haar jeugd deel aan allerlei sporten, waaronder tafeltennis, basketbal en atletiek. Pas in 2005 werd het rolstoeltennis in Zuid-Afrika geïntroduceerd.

## Loopbaan
In 2006 nam Montjane voor het eerst deel aan een ITF-toernooi, in Bloemfontein (Zuid-Afrika) – zij won daar meteen beide titels, in het enkel- en het dubbelspel. In het verdere verloop van haar carrière nam zij meermaals deel aan het Belgian Open in Jambes – in het dubbelspel won zij de titel in 2015 en 2016 (na eerdere finaleplaatsen in 2013 en 2014); in het enkelspel bereikte zij maximaal de halve finale (2013, 2014, 2015 en 2016). Op het Swiss Open in Genève won zij de enkelspeltitel in 2013 (waar zij de Britse Lucy Shuker in de finale versloeg), in 2015 (finalewinst op de Nederlandse Michaela Spaanstra), in 2017 (tegen de Duitse Katharina Krüger) en in 2018 (waar zij nogmaals Shuker in de finale trof en overwon). Zowel het Belgian Open als het Swiss Open behoren tot de hoogste categorie van het ITF-rolstoeltennis ("ITF 1 Series"). Op dat niveau won zij voorts het South Africa Gauteng Open van 2013 in haar woonplaats Johannesburg. In de allerhoogste categorie ("ITF Super Series") won zij de dubbelspeltitel van de USTA Wheelchair Tennis Championships in Saint Louis in 2013 en 2016.
Montjane nam deel aan de Paralympische spelen van 2008 in Peking, 2012 in Londen en 2016 in Rio de Janeiro, in alle gevallen in het enkelspel. Met het Zuid-Afrikaanse team nam zij bovendien deel aan de World Team Cup in 2008, 2010–2013 en 2015.
Op de Wheelchair Doubles Masters van 2013 in Mission Viejo (Californië) bereikte zij de finale, samen met de Duitse Sabine Ellerbrock – zij verloren van Yui Kamiji en Jordanne Whiley. Sinds 2013 speelt Montjane op drie van de vier grandslamtoernooien (Australian Open, Roland Garros, US Open). Pas in 2018 kreeg zij voor het eerst toegang tot Wimbledon, op basis van een wildcard. In 2019 bereikte zij voor het eerst een grandslamfinale, op het dubbelspeltoernooi van het US Open, samen met de Duitse Sabine Ellerbrock. Haar tweede grandslamfinale speelde zij op het Australian Open 2021, met de Britse Lucy Shuker aan haar zijde; de derde op Wimbledon met dezelfde partner.
In het enkelspel bereikte Montjane haar eerste grandslamfinale op Wimbledon 2021 – zij verloor die van Diede de Groot.
In 2022 speelde Montjane haar vierde grandslamfinale, op Roland Garros samen met de Japanse Yui Kamiji. Later dat jaar volgde de vijfde, op het US Open, met de zelfde partner.
Sinds april 2023 won Montjane terug met Kamiji het Japan Open, Tram Barcelona Open en Open International de Royan. Aldus gewapend won Montjane met Kamiji haar eerste grandslamtitel op het dubbelspel van Roland Garros, ten koste van Diede de Groot en de Argentijnse María Florencia Moreno. Met dezelfde partner won Montjane haar tweede dubbelspeltitel op het US Open alsmede het officieus wereldkampioenschap op het eindejaarstoernooi.
Op Wimbledon 2024 won Montjane met Kamiji haar derde grandslamdubbelspeltitel. Met de zelfde partner won zij op Roland Garros 2025 haar vierde.
Haar hoogste notering op de ITF-ranglijst is de vierde plaats in het enkelspel, op de ultimo van 2021 – in het dubbelspel bereikte zij de eerste plek, voor het eerst in maart 2024.

## Resultaten grandslamtoernooien
| Legenda | Legenda                          |
| ------- | -------------------------------- |
| g.t.    | geen toernooi gehouden           |
| l.c.    | lagere categorie                 |
| –       | niet deelgenomen                 |
| G       | uitgeschakeld in de groepsfase   |
| 1R      | uitgeschakeld in de eerste ronde |
| 2R      | uitgeschakeld in de tweede ronde |
| 3R      | uitgeschakeld in de derde ronde  |
| 4R      | uitgeschakeld in de vierde ronde |
| KF      | uitgeschakeld in de kwartfinale  |
| HF      | uitgeschakeld in de halve finale |
| F       | de finale verloren               |
| W       | het toernooi gewonnen            |
| w-v     | winst/verlies-balans             |

### Enkelspel
- De kwartfinale was tot 2023 doorgaans de eerste ronde.

| toernooi        | 2013 | 2014 |      | 2016 | 2017 | 2018 | 2019 | 2020 | 2021 | 2022 | 2023 | 2024 | 2025 |
| --------------- | ---- | ---- | ---- | ---- | ---- | ---- | ---- | ---- | ---- | ---- | ---- | ---- | ---- |
| Australian Open | –    | KF   | KF   | –    | KF   | KF   | HF   | HF   | HF   | 1R   | HF   | 2R   |      |
| Roland Garros   | HF   | KF   | –    | –    | KF   | KF   | KF   | HF   | HF   | 2R   | 1R   | HF   |      |
| Wimbledon       | g.t. | g.t. | –    | –    | HF   | HF   | g.t. | F    | KF   | 1R   | 2R   |      |      |
| US Open         | KF   | KF   | g.t. | KF   | HF   | KF   | –    | KF   | 2R   | 2R   | g.t. |      |      |

### Dubbelspel
- De halve finale was tot 2023 doorgaans de eerste ronde.

| toernooi        | 2013 | 2014 |      | 2016 | 2017 | 2018 | 2019 | 2020 | 2021 | 2022 | 2023 | 2024 | 2025 |
| --------------- | ---- | ---- | ---- | ---- | ---- | ---- | ---- | ---- | ---- | ---- | ---- | ---- | ---- |
| Australian Open | HF   | HF   | HF   | –    | HF   | HF   | HF   | F    | HF   | HF   | F    | 1R   |      |
| Roland Garros   | HF   | HF   | –    | –    | HF   | HF   | HF   | HF   | F    | W    | F    | W    |      |
| Wimbledon       | –    | –    | –    | –    | HF   | HF   | g.t. | F    | HF   | F    | W    |      |      |
| US Open         | HF   | HF   | g.t. | HF   | HF   | F    | –    | HF   | F    | W    | g.t. |      |      |